# Obereichstätt
Obereichstätt ist ein Gemeindeteil von Dollnstein im Westen des oberbayerischen Landkreises Eichstätt und im Naturpark Altmühltal.

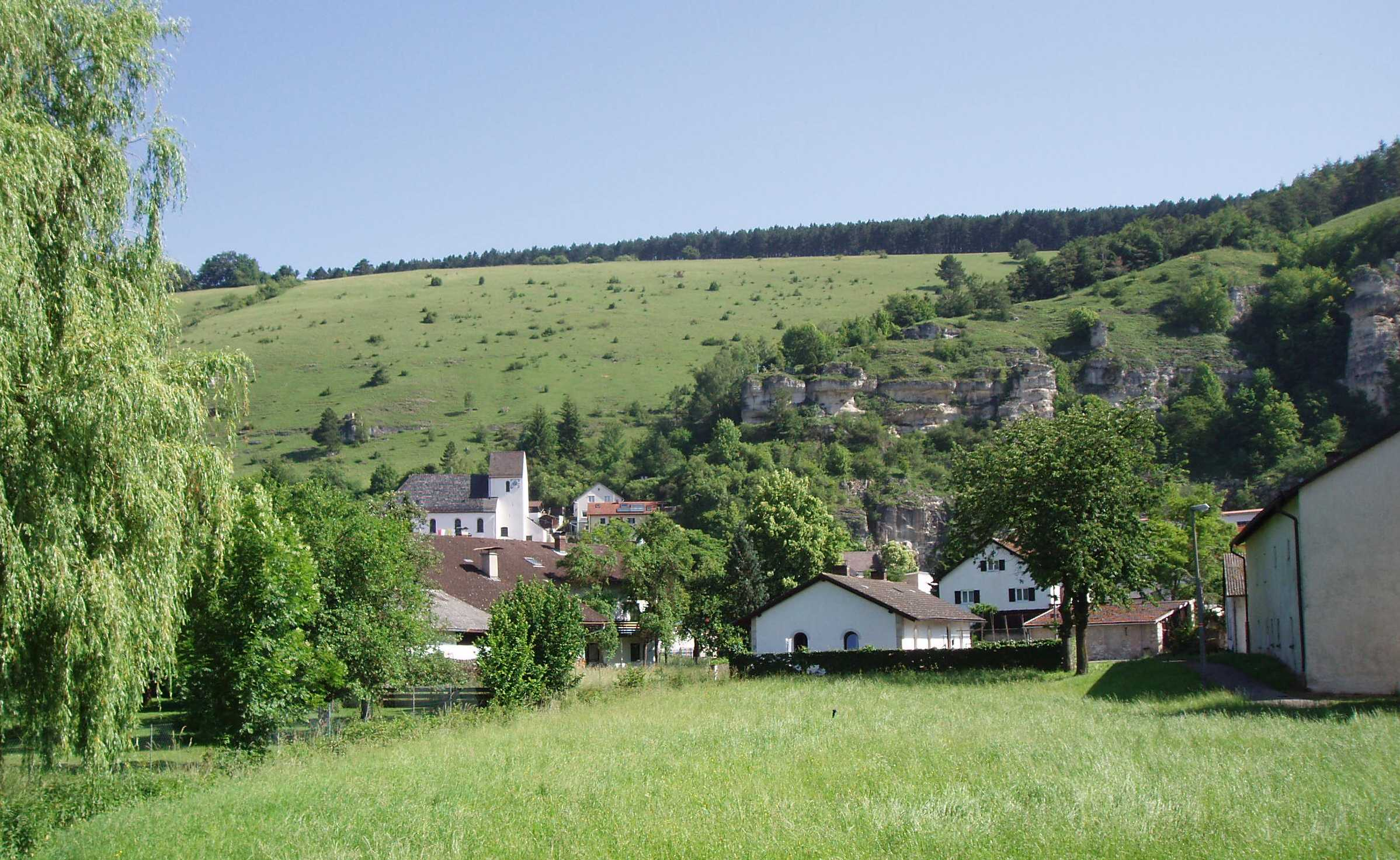
Obereichstätt mit Albhang von der Altmühl aus

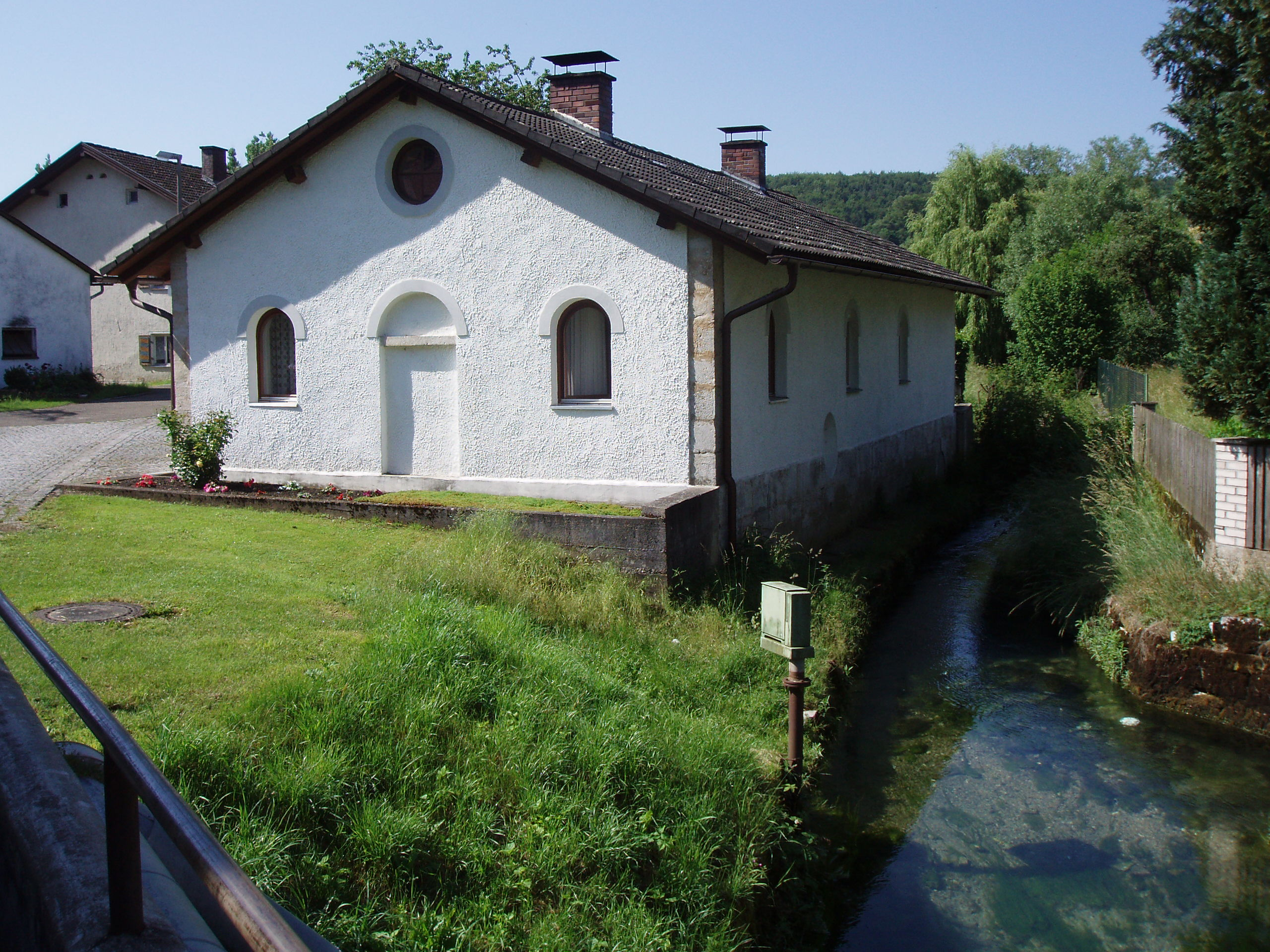
Kleiner klassizistischer Bau am Hüttenbach, ehemals zum Hüttenwerk gehörend, heute Wohnhaus

## Lage
Das Pfarrdorf Obereichstätt liegt im Altmühltal zwischen Wasserzell und Breitenfurt. Der zweigeteilte Ort liegt zum größeren Teil am linken, zum kleineren Teil am rechten Talhang. Beide Ortsteile sind durch Stichstraßen von der Talstraße her, der Staatsstraße 2230, zu erreichen. Am Nordrand des ehemaligen Obereichstätter Steinbruchs entspringt in einer starken Karstquelle (Geotop Nr. 176Q007; Schüttung: bis zu 750 Liter pro Sekunde) der Hüttenbach und fließt durch den Ort zur Altmühl ab. Durch den Ort führt auf der Ortsstraße der Altmühltal-Radwanderweg. Der Hang oberhalb Obereichstätts ist ein beliebtes Hangfluggebiet.

## Geschichte
Die Lochschlaghöhle bei Obereichstätt nutzte schon der Mensch der Altsteinzeit. Zwischen Obereichstätt und Wasserzell entdeckten Luftbildarchäologen die Umrisse römischer Gutshöfe.
1137 bis 1261 sind Ortsadelige als Ministeriale nachweisbar, die an der Südseite des Dorfes an der Altmühl eine Wasserburg (Burgstall Obereichstätt) bewohnten; einer von ihnen, der Ministeriale Heinrich Taegeno (Tegen), kaufte 1305 Leute, Gericht und Vogtei in Neuzell. An der Stelle des ehemaligen Edelsitzes steht ein Bauernhof mit einem Bauernhaus aus dem 17./18. Jahrhundert. Dort hat sich die bereits 1305 genannte Schlosskapelle St. Lambert mit gotischen Fresken und einem Barockaltar von 1702 erhalten.
Im Besitz der Grafen von Oettingen, wurde Obereichstätt 1347 an den Eichstätter Bischof vertauscht. 1498 empfing Ambrosius Seereuter das Schloss mit Land als Lehen. Um 1700 betrieb der Hüttenbach eine Ober-, eine Unter- und eine Pulvermühle (später Ölmühle genannt).
1806 fiel die selbstständige Gemeinde an das Königreich Bayern, 1817 mit dem ehemaligen Hochstift Eichstätt an den Eichstätter Fürst, Herzog Eugène de Beauharnais von Leuchtenberg, und 1833 erneut an Bayern, wo sie dem Landgericht Eichstätt zugeordnet war und 1838 mittelfränkisch wurde. 1870 bekam Obereichstätt Anschluss an das Eisenbahnnetz durch den Neubau der (1890 zweigleisig ausgebauten, seit 1961 elektrifizierten) Bahnstrecke München–Treuchtlingen; der Haltepunkt Obereichstätt, 1893 eingerichtet, ist seit 1985 wieder geschlossen. Ab 1923 gab es im Ort elektrisches Licht. Anfang der 1930er Jahre wurde zeitgleich mit der Altmühlkorrektion eine Flurbereinigung der Obereichstätter Wiesenflur im Talgrund durchgeführt und von 1982 bis 1987 noch einmal bereinigt. Erst zum Abschluss der Gebietsreform schloss sich der Ort zum 1. Mai 1978 dem oberbayerischen Markt Dollnstein an.
Obereichstätt wuchs von 46 Anwesen im Jahr 1821 auf 70 im Jahr 1928 auf 198 im Jahr 1987.

## Kirche

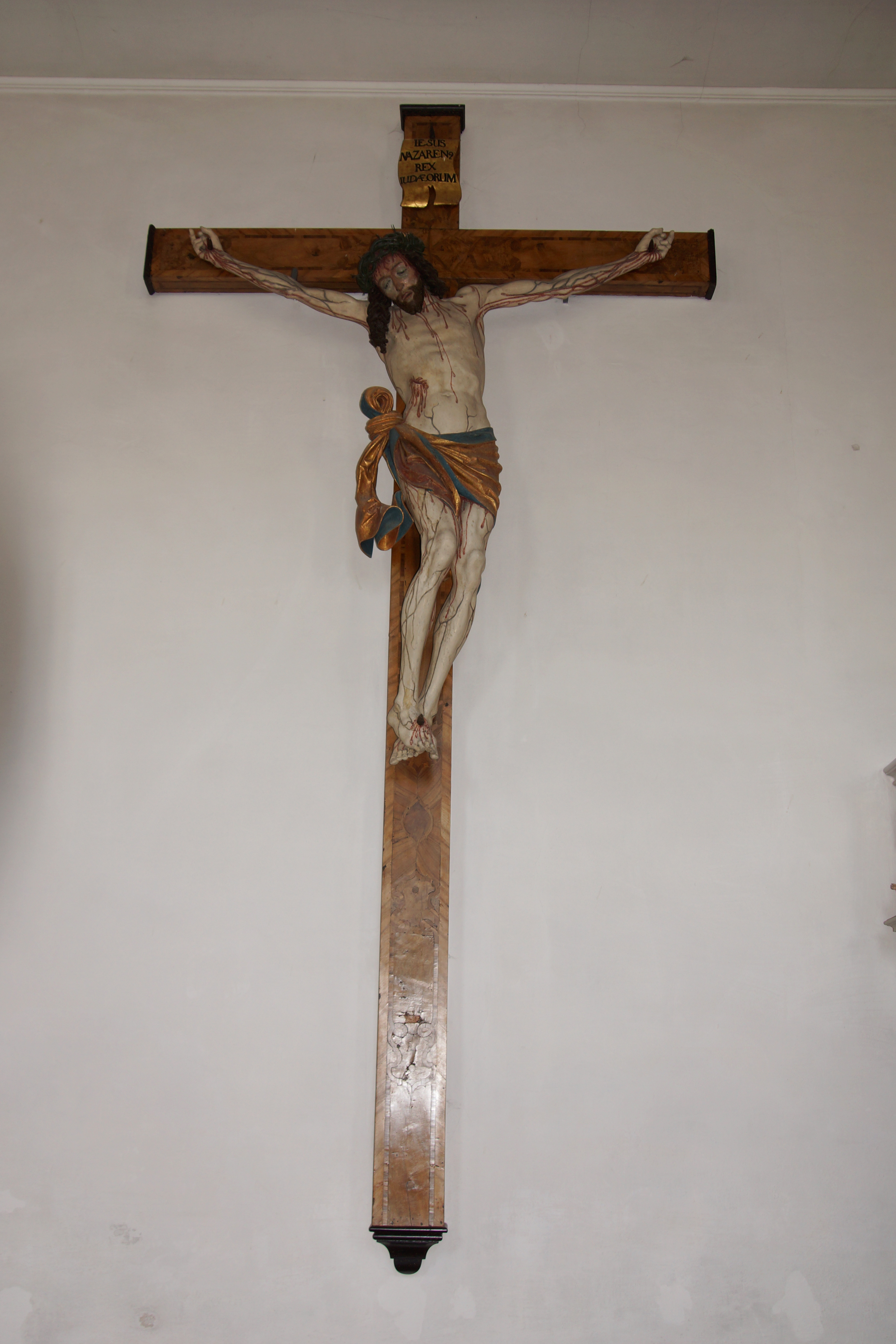
Spätgotisches Kruzifix

Die katholische Pfarrkirche St. Johannes Evangelist wurde als romanische Anlage in der Mitte des 12. Jahrhunderts erbaut und 1626 und 1888 vergrößert. Das Obergeschoss des dreigeschossigen Turmes mit Satteldach und stichbogigen Schallöffnungen stammt wohl vom Umbau von 1626. Auf der höchsten Erhebung des Dorfes stehend, diente die Kirche auch als Wehrkirche für die Dorfbewohner. Darauf weisen auch die Schießscharten an der Südseite des gedrungenen Turmes hin. Im Innern stehen barocke Altäre mit modernen Veränderungen; das Hochaltarblatt von 1762 zeigt den Kirchenpatron. An der Nordseite des Langhauses hängt ein spätgotisches Kruzifix (um 1490/1500) wohl aus der Vorhalle der ehemaligen Klosterkirche des nahen Augustiner-Chorherrenstifts Rebdorf. Es wurde nach der Säkularisation für 16 Gulden gekauft. Die zugehörigen Figuren Maria und Johannes gelangten ins Bayerische Nationalmuseum. Seit 1959 steht auf dem linken Seitenaltar eine Steinplastik „Maria mit dem Jesuskind“. Diese stand früher in einer Nische des sogenannten Frauenfelsens am Fußweg nach Eichstätt. Auf dem rechten Seitenaltar findet man die gotische Sandsteinfigur des hl. Antonius des Einsiedlers. Die übrige Ausstattung ist barock, das Deckengemälde malte 1914 Franz Xaver Hartmann (* 1857; † 1926).
Die Pfarrei mit 601 Katholiken (Stand: 2003) und Kindergarten St. Johannes gehört zum Dekanat Eichstätt.

## Hüttenwerk

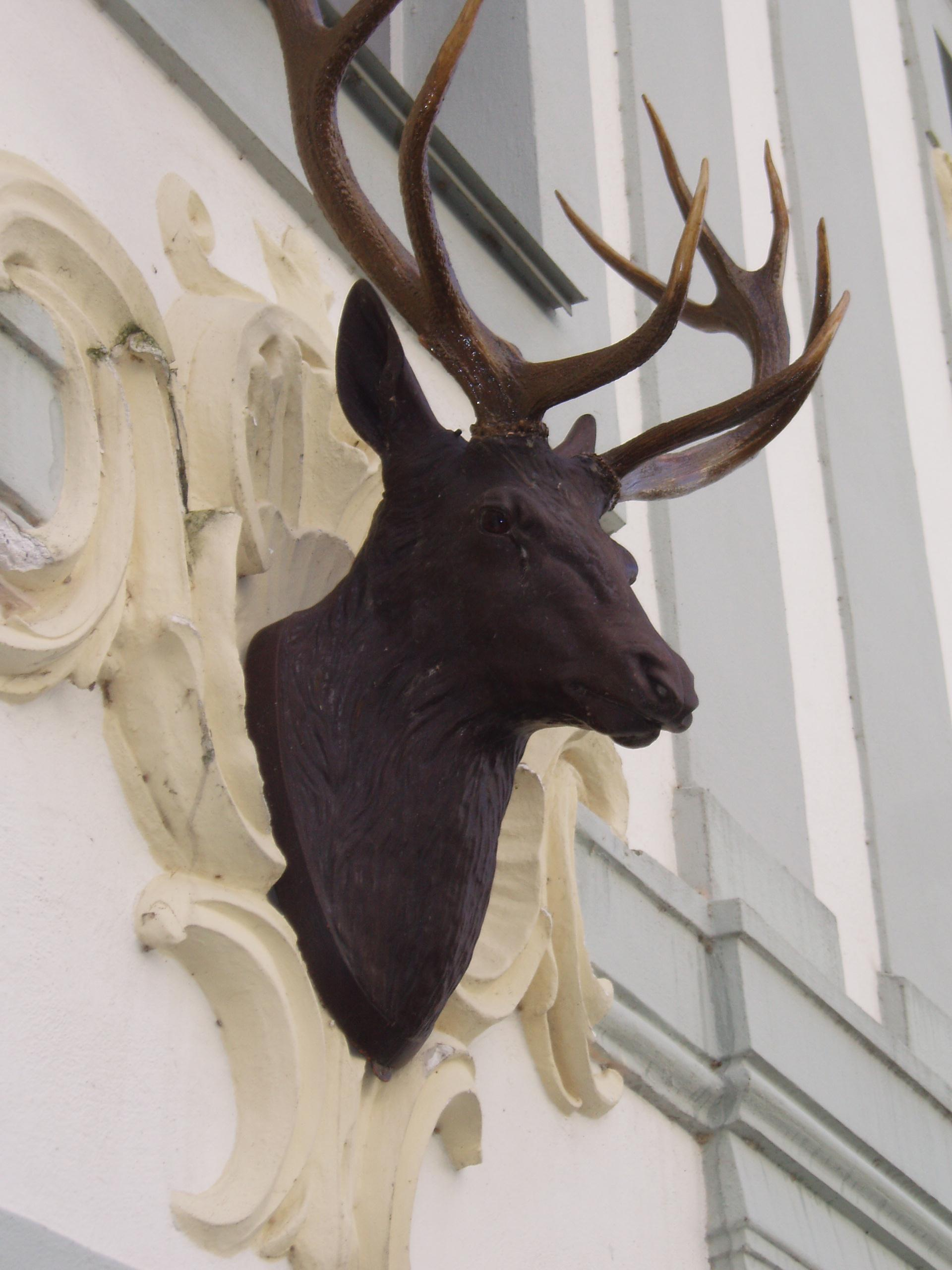
Obereichstätter Guss: Hirschkopf in Schloss Hirschberg (18. Jahrhundert)

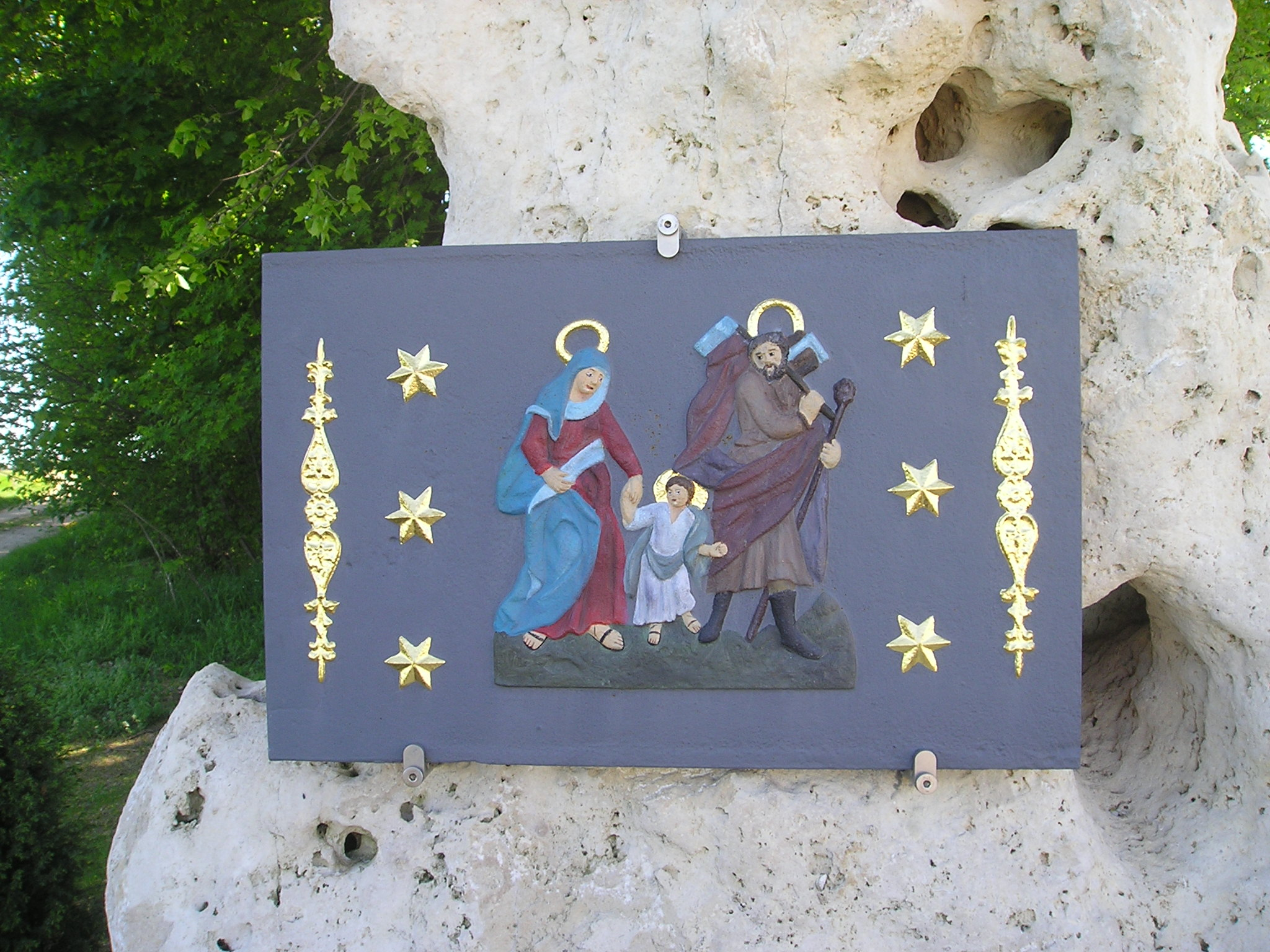
Obereichstätter Ofenplatte mit dem Motiv der heiligen Familie

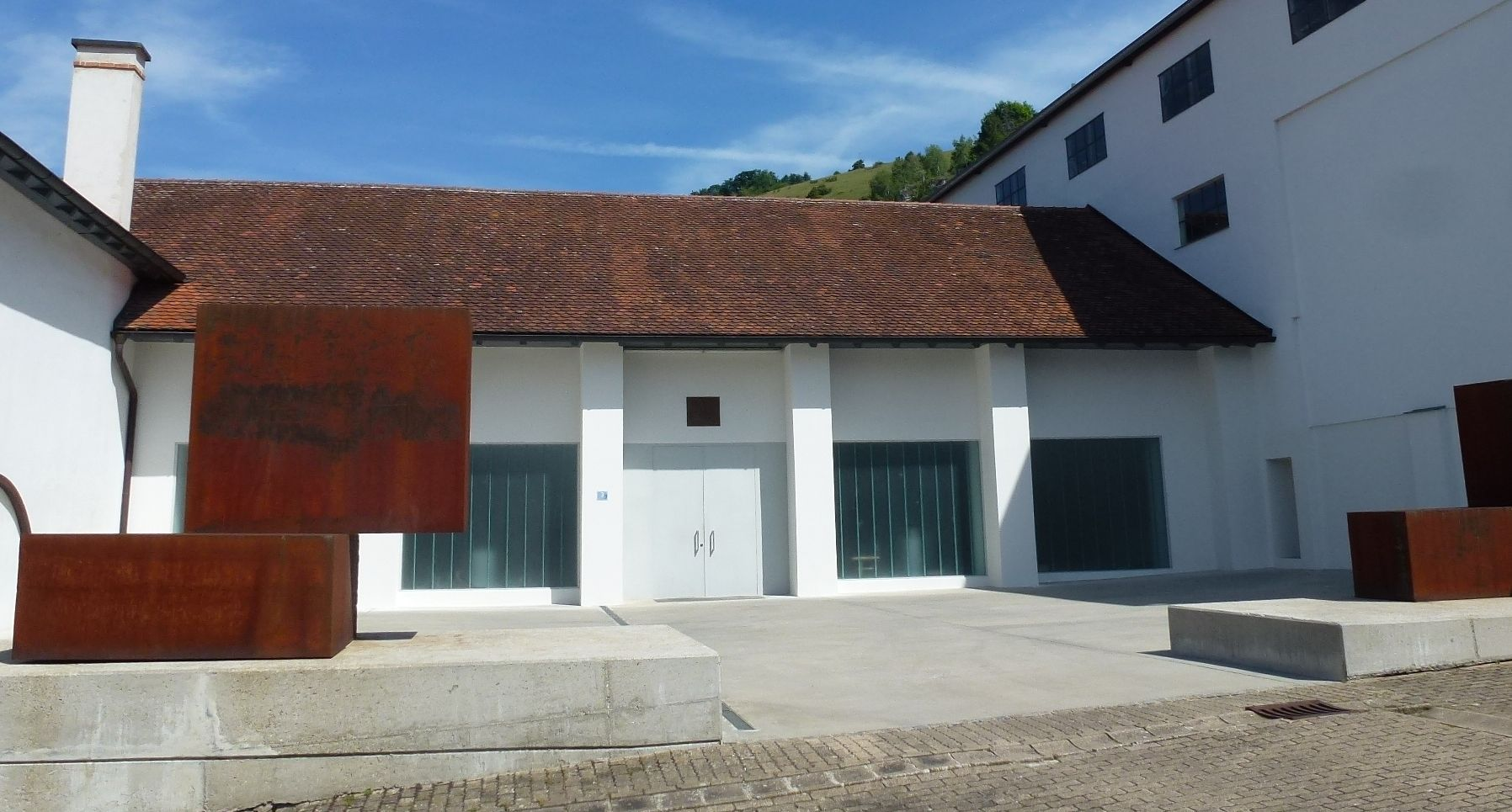
Skulpturenpark

1411 wurde von Fürstbischof Friedrich IV. von Oettingen ein Eisenhammer gegründet; das Eisenerz kam von den Juradörfern auf der Albhochfläche, wo es auf den Äckern aufgelesen wurde oder – so in Niefang – unter- und oberirdisch abgebaut wurde, und aus der Neuburger Gegend. 1550 kaufte Bischof Moritz von Hutten das Obereichstätter Hammerwerk. 1692 wurde unter Bischof Euchar Schenk von Castell das Werk neu gebaut und ein Hochofen in Betrieb genommen; damit startete die bis ins 19. Jahrhundert hinein einzige (früh-)industrielle Fabrikation im Fürstentum Eichstätt. Dieses belieferte neben dem eigenen Hammerwerk am Ort auch die der Obereichstätter Eisenschmelze angeschlossenen Hammerwerke von Hagenacker und Altendorf, wo das spröde Material schmiedbar gemacht wurde. 1726 wurde der Obereichstätter Plechhammer stillgelegt. 1780 berief der Bischof den Eichstätter Jesuitenprofessor Ignaz Pickel zum Beirat, um eine bessere Ertragslage herbeizuführen; unter ihm wurde 1805 das Kastengussverfahren eingeführt. Ein Jahr später übernahm der bayerische Staat das Werk, 1817 bis 1854/55 der Herzog von Leuchtenberg und Fürst von Eichstätt, 1862 wieder Bayern. 1811/12 waren in der Obereichstätter Schmelze 15 und bei den beiden Eisenhämmer Altendorf und Hagenacker jeweils acht Arbeiter beschäftigt. 1822 wurde die neue Technik des gusseisernen Zylindergebläses in Betrieb genommen; die verbesserte Luftzufuhr steigerte die Güte des Roheisens wesentlich. Nunmehr wurden im Jahresdurchschnitt 4056 Zentner Roheisen und 4433 Zentner Sandgusswaren von 40 Arbeitern produziert. Noch in der Leuchtenberg-Ära wurde 1832 ein dreistöckiges Berg- und Hüttenamtsgebäude errichtet; weitere bauliche und technische Investitionen wurden in den Folgejahren vorgenommen.
Bereits 1807 hatten die Bergarbeiter des Hüttenamtes Obereichstätt, zu dem auch die Grubschwart gehörte, eine Bruderschaftskasse gegründet. Diese ermöglichte ihnen lange vor der staatlichen Sozialversicherung eine Absicherung bei Krankheit und Unfall oder zahlte Pensionen an ehemalige Beschäftigte, an deren Witwen und Waisen. Zusätzlich wurde 1841 die Bestellung eines Hüttenarztes angeregt, der für die Bergarbeiter zuständig war und dessen Gehalt sich ebenfalls aus der Bruderschaftskasse speiste. Ein Jahr später erfolgte dann die Gründung einer offiziellen Knappschaftskasse durch das Hüttenamt Obereichstätt.
1862 wurde der Hochofen wegen starker Teuerung des Holzes und der zwischenzeitlich entstandenen Konkurrenzsituation stillgelegt und das Metallguss- und Emailleguss-Verfahren eingeführt. Das Metallgießen betrieb das Zweigwerk der Bayerischen Berg-, Hütten- und Salzwerke AG bis 1874, das Emaillegießen bis 1883. Die noch stehenden Gebäude stammen aus der Leuchtenbergzeit und wurden 1830 im Stil des Klassizismus von Michael Maurer errichtet. Ab 1919 wurden hier von ca. 200 Beschäftigten Maschinen gegossen; zehn Jahre später wurde die Gießerei stillgelegt und 1932 das Werk endgültig geschlossen.
Der Stahlbildhauer Alf Lechner kaufte und sanierte das ehemalige Hüttenwerk und verwandelte es mit seinen Werken in einen Skulpturenpark.
Von kunsthandwerklicher Qualität waren seit der Barockzeit gusseiserne Erzeugnisse wie Putten, Wappentafeln, Wegkreuze (meist mit Maria als Relieffigur am Kreuzesfuß), Grabkreuze, Brunnen, ganze (Rund-)Öfen mit Sockeln bzw. Ofen- und Kaminplatten jeweils mit Reliefdarstellungen, (Absperr-)Ketten, Lampenkandelaber und -säulen. Ein großes gusseisernes Kreuz von Ende des 19. Jahrhunderts ist an der Außenseite der Kirche Obereichstätts angebracht, ein weiteres großes Kreuz steht als sogenanntes Cholerakreuz nordwestlich oberhalb Eichstätts.

### Hüttenschänke Obereichstätt
Die Hüttenschänke Obereichstätt war die einstige Kantine des Hüttenwerks. Die Geschichte der Hüttenschänke in „Oberneystett“ geht zurück auf das Jahr 1907, als sie seinerzeit als Werkskantine des Fürstbischöflichen Hüttenwerks Obereichstätt erbaut wurde. „Nach der schweren Arbeit am Schmelzofen konnten sich die Arbeiter dort bei deftigem Essen und einem kühlen Bier stärken“, so ein ehemaliger Arbeiter des Hüttenwerks. 1992 wurde die Hüttenschänke von einer Hoteliers-Familie erworben und bis 1995 zum Dreisterne-Hotel umgebaut. 2012 wurde der Betrieb, nachdem die geplante Nutzung des Hauses als Asylbewerberwohnheim untersagt wurde, vorübergehend geschlossen.
Seit Frühjahr 2014 ist die Hüttenschänke wieder in Betrieb und wird seither als Wohnung auf Zeit (Boardinghouse, Apartment-Hotel) für die Beherbergung von Arbeitern, Wohnungssuchenden, Geschäftsreisenden, Monteuren und Studenten genutzt.

## Sonstiges
Seit Jahren wird der Ort regelmäßig von einer Tausendfüßerplage heimgesucht. Diese fallen zu Tausenden aus einer ortsnahen Brache in den Ort ein, immer nachts und immer in Richtung nächtlicher Lichtquellen. Nach Bau einer flachen Mauer, die das Dorf zu dem Brachland abgrenzt, erhofft sich die Gemeinde anhaltende Schutzwirkung.
Der Neckname der Obereichstätter ist Bibertreiber. Vor langer Zeit haben der Legende nach ein paar Obereichstätter am Harthof bei Schernfeld Truthühner (im örtlichen Sprachgebrauch Biber) gekauft. Sie hatten aber keine Käfige zum Transport, deshalb versuchten sie die Tiere anzubinden und ins Dorf zu treiben. Dabei machten sie sich so lächerlich, dass der Spottname Bibertreiber entstand.
Seit 2019 steht am Ortseingang eine 22 Tonnen schwere Würfel-Skulptur von Alf Lechner. Es handelt sich dabei um eine Dauerleihgabe der Alf-Lechner-Stiftung, die auch die Kosten übernahm.

## Vereine
- Freiwillige Feuerwehr, gegründet 1880
- Fußballverein, gegründet 1946
- Heimatverein, gegründet 1998
- Krankenpflegeverein Dollnstein-Obereichstätt, gegründet 1987
- Männergesangverein 1862, gegründet 1862
- Obst- und Gartenbauverein, gegründet 1955
- Schützenverein, gegründet 1884

## Persönlichkeiten
- Emil Ludwig Schmidt, Anthropologe und Ethnologe (* 1837 in Obereichstätt; † 1906 in Jena)
- Alf Lechner, Künstler (Stahlbildhauer), (* 1925 in München; † 2017), Atelier im ehemaligen Eisenhüttenwerk, verbunden mit eigenem Skulpturenpark.
- Clemens Nißl, wohnhaft in Obereichstätt, Hersteller historischer Zinnfiguren-Dioramen, die in vielen Museen zu finden sind.